# کرم‌آغارا (مرزیفون)
کرم‌آغارا (به ترکی استانبولی: Karamağara) یک منطقهٔ مسکونی در ترکیه است که در مرزیفون واقع شده‌است.